# Legend of the Burning Sands
Legend of the Burning Sands (abbreviato in LBS) è un gioco di carte collezionabili pubblicato dalla divisione Five Rings della Wizards of the Coast) nel 1998. Fu uno spin-off dell'esistente gioco di carte collezionabili Legend of the Five Rings. Legend of the Burning Sands era ambientato nello stesso mondo fittizio, ma situato in una regione geografica di ispirazione araba da Le mille e una notte piuttosto che in una basata su un Giappone fantasy, anche se alcuni personaggi compaiono in entrambi i giochi. I due giochi hanno meccaniche simili e enfatizzato l'importanza di una trama continuativa.

## Storia editoriale
Legend of the Burning Sands fu pubblicato come parte del programma sperimentale Rolling Thunder, che enfatizzava la pubblicazione di espansioni di dimensioni contenute, con una cadenza regolare, piuttosto che la pubblicazione di grossi set di carte più scaglionate di carte. Dopo il set base (Legend of the Burning Sands. Episode 1: Shadows of the Tyrant, luglio 1998) furono pubblicate altre due espansioni. Questo tipo di pubblicazione si dimostrò però impopolare e le pubblicazioni del gioco furono sospese.
Dopo sei mesi fu pubblicato un nuovo set base, Awakening, ma l'interesse nel gioco era ormai calato e le vendite furono cattive. La maggior parte dello stock di carte pubblicato fu distrutto piuttosto che conservato in magazzino.

## Gioco
Ogni giocatore controlla una delle fazioni in lotta per il controllo di Medinat al-Salaam, "Città dalle Mille Storie", usando i propri eroi, seguaci, fortezze ed oggetti. Le risorse principali sono l'acqua (scarsa e di grande valore in una città desertica) e le monete di rame. Un giocatore può tentare di rubare l'acqua, distruggere un quartiere o sfidare un eroe avversario a duello. Per vincere si devono eliminare le riserve d'acqua di un avversario o riuscire a mettere in gioco sufficienti carte storia da creare una leggenda duratura.
Come in Legend of the Five Rings include molte fazioni a disposizione dei giocatori che alla fine arrivarono a includere dodici differenti gruppi: The Ashalan (mistici immortali), Ivory Kingdoms (simili a predoni, signori della guerra indiani), Assassins, Ra'Shari (un'organizzazione di mistici misteriosi), Senpet (imperialisti in stile egizio), Yodatai (conquistatori in stile greco romano), Celestial Alliance (Jinn), Jackals (una gilda di ladri), Ebonites, Moto (l'Unicorn Clan da Legend of the Five Rings), House of Dahab (corrispondente alla fazione Kolat in Legend of the Five Rings) e Qabal (una cospirazione di stregoni).

## Gioco di ruolo
L'Alderac Entertainment Group (che nel 2001 ha acquistato i diritti su Legend of the Five Rings e proprietà collegate) ha pubblicato nel 2008 un supplemento dedicato a Legend of the Burning Sands per la terza edizione del loro gioco di ruolo La leggenda dei cinque anelli. Un manuale aggiornato alla quarta edizione del gioco di ruolo fu pubblicata nel 2010.

## Edizioni
1. Shadow of the Tyrant (luglio 2008). 156 carte, distribuito in mazzi iniziali di 60 carte e bustine da 11 carte[2]
2. Secrets and Lies: (ottobre 1998). 104 carte, distribuito in mazzi iniziali di 60 carte e bustine da 11 carte[4].
3. Black Hand, Black Heart: Released December 1998. 104 cards, distribuito in mazzi iniziali di 60 carte e bustine da 11 carte[4].
4. The Awakening: (giugno 1999). 464 carte, distribuito in mazzi iniziali di 60 carte e bustine da 11 carte[5].